# Тернопільська бізнес-школа
Тернопільська бізнес-школа (англ. Ternopil Business School (скороч.: TBS))  — україно-естонська бізнес-школа, заснована 2014 року у місті Тернопіль. Структурний підрозділ Західноукраїнського національного університету, заснований у співпраці з Естонською бізнес-школою.

## Історія
Заснована у 2014 році у партнерстві Тернопільського національного економічного університету (тепер Західноукраїнський національний університет) з Естонською бізнес-школою, як навчальний підрозділ університету.

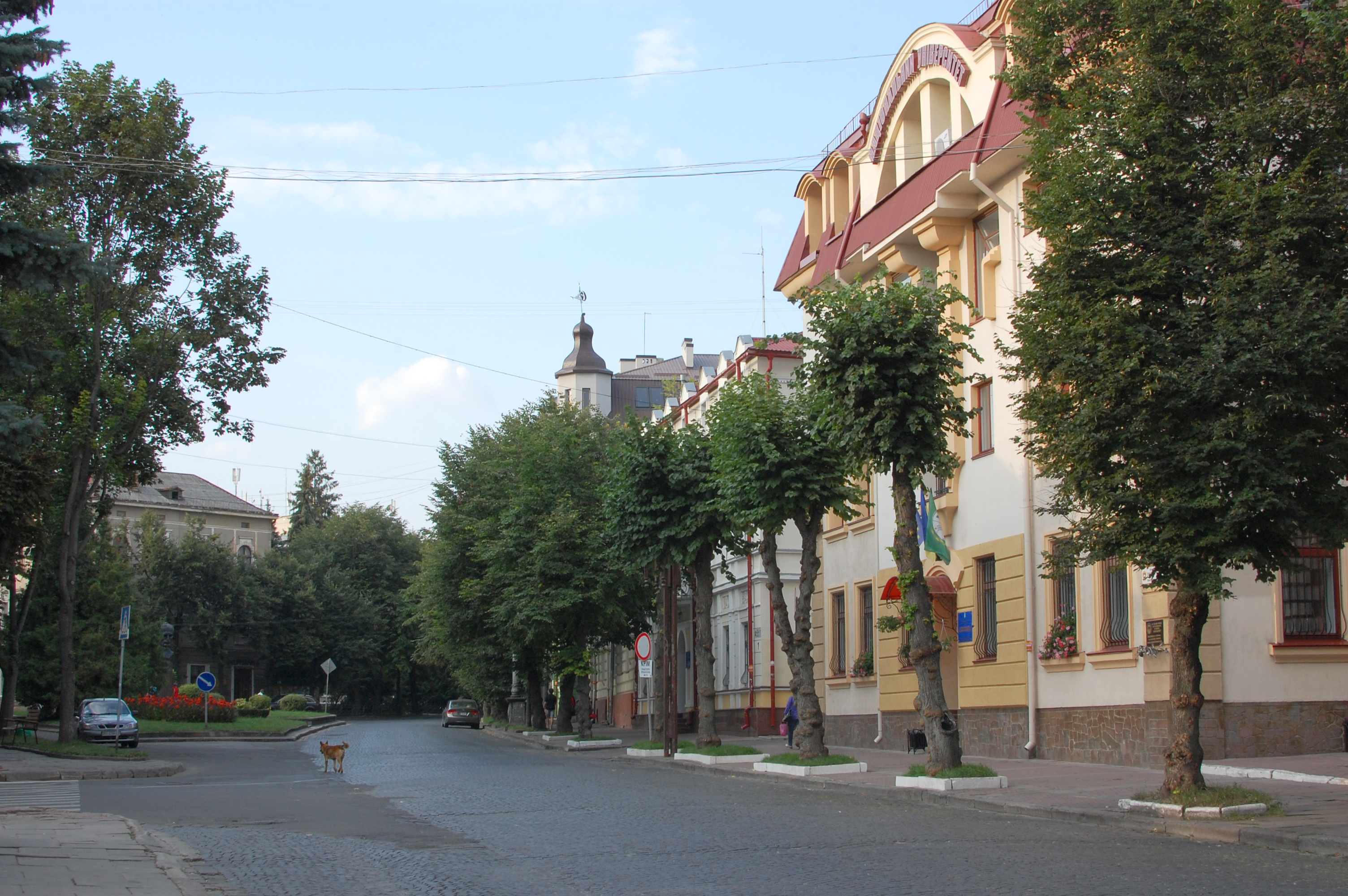
Вигляд на Центр європейських і міжнародних студій

Базою бізнес-школи став Центр європейських і міжнародних студій Західноукраїнського національного університету, будівля якого знаходиться в історичному центрі Тернополя.
У грудні 2017 року відбувся перший випуск студентів, що завершили навчання на спільній україно-естонській магістерській програмі.
У грудні 2018 року відбувся другий випуск і з цієї нагоди у приміщенні Посольства Естонії в Україні відбувся прийом для випускників і викладачів за участю Надзвичайного і Поважного Посла Естонії в Україні Ґерта Антсу, а також ректора та віце-ректора Естонської бізнес-школи Арно Алманна та Олава Аарна.
У листопаді 2019 року оновлено комунікаційну платформу. Змінено кольори та логотип, впроваджено гасло «For new creators».
З 2020 року школа діє у складі ННІКС. У 2021 знову як окремий структурний підрозділ ЗУНУ — навчально-науковий інститут «Тернопільська бізнес-школа». Згодом у складі ННІОТ, а станом на 2022 рік у складі ННІМЕВ.

## Навчальна робота
Бізнес-школою реалізовується україно-естонська магістерська програма «Бізнес-інновації» за спеціальністю «Менеджмент». Це адаптована магістерська програма «Business Innovation» Естонської бізнес-школи, що реалізовується під її контролем. Випускники програми отримують право на перезарахування кредитів і захистивши магістерську роботу в Естонській бізнес-школі, здобувають MBA-диплом Естонської бізнес-школи. Викладацький склад програми забезпечено викладачами Естонської бізнес-школи, Києво-Могилянської бізнес-школи, Міжнародного інституту менеджменту та представниками місцевого бізнесу.

### Запрошені викладачі та лектори
- Грицак Ярослав Йосипович — історик, професор Українського Католицького Університету;
- Саврук Олександр Йосипович — стратег, декан Києво-Могилянської бізнес-школи;
- Калашникова Світлана Андріївна — педагог, директорка Інституту вищої освіти Національної академії педагогічних наук України;
- Олав Аарна — професор державного управління та права, голова науково-дослідної ради Естонської бізнес-школи, радник урядів ряду країн;
- Март Кікас — фахівець у галузі бізнес-інновацій, тренер і викладач Естонської бізнес-школи (Естонія) та Porto Business School (Португалія);
- Сударкін Олександр Арсентійович — фахівець з комунікацій, директор програм МВА Міжнародний інститут менеджменту;
- Владичинська Анастасія Ігорівна — міжнародна консультантка з сервісу, викладачка КМБШ;
- Савостіна Юлія Юріївна — підприємиця, журналістка, телеведуча;
- Міляєва Валерія Робертівна — психолог, професор Київського університету імені Бориса Грінченка;
- Филюк Юрій Миколайович —  керівник платформи «Тепле Місто», СЕО «Промприлад.Реновація»;
- Філіп Боуса — CIO та керівник Digital Office у OMV (Австрія).

## Неакадемічна діяльність
У 2016 році представлено розроблений з ініціативи бізнес-школи архітекторами Київського національного університету будівництва і архітектури проєкт Ternopil Open Opera — оперної сцени під відкритим небом на березі Тернопільського ставу зі сценою на воді та глядацькими трибунами на березі.
З 2017 року у рамках діяльності бізнес-школи, а згодом Центру підприємництва Тернопільської бізнес-школи реалізовуються неакадемічні навчальні програми для підприємців та фахівців, а також для молоді та підлітків, зокрема курс «Introduction to Business» тренера Естонської бізнес-школи та Бізнес-школи Порту Марта Кікаса.
У 2018 році команда бізнес-школи на волонтерських засадах, за підтримки місцевого бізнесу, реалізувала спеціальну навчальну програму для ветеранів російсько-української війни, що прагнуть започаткувати власну справу.
Упродовж 2019 року реалізовано міжнародну програму з підготовки викладачів-представників чотирьох національних університетів Тернополя, як тренерів з розвитку підприємницької компетентності серед студентів і молоді.
У березні 2020 року, у розпал пандемії коронавірусної хвороби проведено серію безоплатних вебінарів для підтримання стійкості українського бізнесу та благодійний вебінар Анастасії Владичинської, усі кошти від якого були передані госпітальній базі для прийому хворих на COVID-19 на Тернопільщині.